# Картвелішвілі Лаврентій Йосипович
Картвелішві́лі Лавре́нтій Йо́сипович (партійний псевдонім Лаврентьєв) (16 [28] квітня 1890, Іанеті (за іншими даними — селище Самтредіа), Тифліська губернія, Російська імперія — розстріляний 22 серпня 1938, Москва, РРФСР, СРСР) — радянський партійний і державний діяч. Член ЦК КП(б)У в липні — вересні 1918 р., травні 1924 — січні 1925 р. і у листопаді 1929 — січні 1934 р. Член Оргбюро ЦК КП(б)У в листопаді 1929 — грудні 1930 р. Член Політбюро ЦК КП(б)У в листопаді 1929 — грудні 1930 р. Кандидат у члени ЦК ВКП(б) у липні 1930 — січні 1934 р. Член ЦК ВКП(б) у лютому 1934 — червні 1937 р.

## Біографія
Народився у родині службовця (за іншими даними — селянина). У лівому революційному русі з 1905 року, член РСДРП(б) з листопада 1910 року.
У 1911 році закінчив Кутаїське реальне училище. З 1911 року навчався в Київському комерційному інституті. У січні 1915 — січні 1916 перебував на партійній роботі у студентських організаціях та робітничих кружках міста Саратова. У січні — листопаді 1916 року — керівник нелегального студентського більшовицького гуртка у Київському комерційному інституті. У листопаді 1916 року був заарештований царською поліцією. У листопаді 1916 — березні 1917 року — політичний в'язень пересильної в'язниці міста Козлова Тамбовської губернії.
У березні 1917 року амністований, повернувся до Києва. У квітні 1917 — жовтні 1918 року — член Київського міського комітету РСДРП(б), голова районного комітету РСДРП(б) міста Києва, член Центрального бюро Київських міських професійних спілок; член Всеукраїнського партійного тимчасового комітету; на підпільній партійній роботі в Києві.
У жовтні 1918 — серпні 1919 року — член і відповідальний секретар Одеського підпільного обласного комітету РКП(б), член Бюро Одеського підпільного міського комітету РКП(б).
У серпні 1919 — лютому 1920 року — військовий комісар 2-ї бригади 58-ї дивізії 12-ї армії РСЧА на Південному фронті. Входив до складу Революційної військової ради (РВР) Південної групи 12-ї армії. Учасник Громадянської війни в Росії.
З січня по 12 лютого 1920 року — секретар Одеського губернського комітету КП(б)У.
У лютому — червні 1920 року — завідувач організаційного відділу Одеського губернського комітету КП(б)У, редактор газети «Комуніст».
У червні 1920 — квітні 1921 року — відповідальний секретар Чорноморського окружного комітету РКП(б) у місті Новоросійську.
У квітні — грудні 1921 року — відповідальний секретар Шулявського районного комітету КП(б)У міста Києва.
У грудні 1921 — березні 1923 року — відповідальний секретар Київського губернського комітету КП(б)У.
20 березня 1923—1924 року — секретар ЦК КП(б) Грузії, завідувач організаційно-інструкторського відділу ЦК КП(б) Грузії. 23 грудня 1923—1924 року — 2-й секретар Закавказького крайового комітету ВКП(б).
У лютому — листопаді 1924 року — відповідальний секретар Київського губернського комітету КП(б)У.
11 грудня 1924 — 7 червня 1927 року — 3-й секретар Закавказького крайового комітету ВКП(б). Одночасно, у 1925 — 13 червня 1927 року — секретар ЦК КП(б) Грузії.
У червні 1927 — січні 1929 р. — голова Ради Народних Комісарів Грузинської РСР.
У січні — листопаді 1929 р. — начальник Політичного управління Українського військового округу.
21 листопада 1929 — 5 червня 1930 р. — організаційний секретар ЦК КП(б)У. 15 червня — 13 грудня 1930 р. — 2-й секретар ЦК КП(б)У.
19 листопада 1930 — 9 листопада 1931 р. — 1-й секретар Закавказького крайового комітету ВКП(б). Одночасно, 12 вересня 1931 — 14 листопада 1931 р. — 1-й секретар ЦК КП(б) Грузії.
У листопаді 1931 — березні 1933 р. — 2-й секретар Західно-Сибірського крайового комітету ВКП(б).
У березні 1933 — 15 січня 1937 р. — 1-й секретар Далекосхідного крайового комітету ВКП(б), член Військової ради Окремої Червонопрапорної Далекосхідної армії.
28 грудня 1936 — червень (14 липня) 1937 р. — 1-й секретар Кримського обласного комітету ВКП(б). Одночасно, у травні — червні 1937 р. — 1-й секретар Сімферопольського міського комітету ВКП(б).
Делегат X–XVII з'їздів комуністичної партії.
22 червня 1937 року заарештований органами НКВС. 22 серпня 1938 року засуджений до розстрілу, розстріляний і похований на кладовищі селища Комунарки біля Москви. Посмертно реабілітований 15 лютого 1956 року.

## Родина
Був одружений з Розою Марківною Лучанською (1895—.05.1967), членом РСДРП(б) з 1915 року.

## Ушанування пам'яті
У 1967–2015 роках на честь Лаврентія Картвелішвілі було названо сучасну вулицю Володимира Покотила в Києві.